# NGC 2204
NGC 2204 est un amas ouvert, situé dans la constellation du Grand Chien. Il a été découvert par l'astronome germano-britannique William Herschel en 1785.
NGC 2204 est à environ 4 000 pc (∼13 000 al) du système solaire et les dernières estimations donnent un âge d'environ 2 milliards d'années. La taille apparente de l'amas est de 10 minutes d'arc, ce qui, compte tenu de la distance, donne une taille réelle maximale d'environ 38 années-lumière.
Selon la classification des amas ouverts de Robert Trumpler, cet amas renferme entre 50 et 100 étoiles (lettre m) dont la concentration est moyennement faible (III) et dont les magnitudes se répartissent sur un grand intervalle (le chiffre 3).
NGC2204 est majoritairement constitué d'étoiles géantes rouges.